# هيتومي تاكاهاشي
هيتومي تاكاهاشي (باليابانية: 高橋ひとみ) هي ممثلة يابانية، ولدت في 1961 بطوكيو في اليابان.

## وصلات خارجية
- هيتومي تاكاهاشي على موقع IMDb (الإنجليزية)
- هيتومي تاكاهاشي على موقع ميوزك برينز (الإنجليزية)
- هيتومي تاكاهاشي على موقع قاعدة بيانات الفيلم (الإنجليزية)
- هيتومي تاكاهاشي على موقع كينوبويسك (الروسية)